# Claes Hård af Torestorp
Claes Knutsson (Hård af Torestorp), var en svensk militär.

## Biografi
Claes Knutsson (Hård af Torestorp) var son till ståthållaren Knut Bengtsson (Hård af Torestorp) och Märta Pedersdotter. Han hade Ods socken i förläning från 10 augusti 1604 till 2 augusti 1605. Hård var från 1611 till 1613 ryttmästare under kriget mot Danmark. Han var 1617 häradshövding i Frökinds härad och levde ännu 1629.

### Egendom
Hård ägde Mollungen i Ods socken.

### Familj
Hård gifte sig första gången med Margareta Bengtsdotter, dotter av häradshövdingen Bengt Carlsson (Lilliestielke) och Märta Olofsdotter (Oxehufvud). De fick tillsammans barnen Estrid Hård som var gift med ryttmästaren Anders Lennartsson Svenske, Anders Hård, Lennart Hård, Carl Claesson Hård, Anna Hård (död 1660) som var gift med Erik Gustafsson Roos af Hjelmsäter och tre döttrar.
Hård gifte sig andra gången med Brita Gustafsdotter Roos af Hjelmsäter, dotter av ryttmästaren Gustaf Eriksson Roos (af Hjälmsäter) och Ingeborg Oxe. De fick tillsammans barnen ryttmästaren Gustaf Claesson Hård, Christina Hård som var gift med bonden Daniel och Margareta Hård som var gift med Sven Gyllengren och kaptenen Bengt Nilsson Ulfsköld.